# Sigurd Røen
Sigurd Røen   (Rindal, 12 de febrer de 1909 - 17 de setembre de 1992) va ser un esquiador de fons i de combinada nòrdica noruec que va competir durant la dècada de 1930. En el seu palmarès destaquen dues medalles d'or al Campionat del Món d'esquí nòrdic de 1937.